# Claudette
"Claudette" is een nummer geschreven door de Amerikaanse muzikant Roy Orbison. In april 1958 bracht het Amerikaanse duo The Everly Brothers de bekendste versie van het nummer uit als de B-kant van de single "All I Have to Do Is Dream".

## Achtergrond
Roy Orbison schreef "Claudette" toen hij nog aan het begin van zijn carrière stond en nog onbekend was. Hij vernoemde het lied naar zijn toenmalige vrouw, waar hij in 1957 mee trouwde. Op 10 januari 1958 nam hij in de Sun Studio in Memphis een demoversie van het lied op, waarin hij zichzelf op gitaar begeleidde. Diezelfde dag nam hij ook een versie op waarop drums te horen waren. Deze versies werden nooit officieel uitgebracht. Twee andere versies verschenen later wel op albums van Orbison. In 1965 stond een opname op het album There Is Only One Roy Orbison en in 1986 verscheen het op In Dreams: The Greatest Hits, een album met heropnames van zijn bekendste nummers. Op 30 september 1987 speelde hij het tijdens de televisiespecial Roy Orbison and Friends: A Black and White Night, dat op 3 januari 1988 werd uitgezonden. Het lied was vanwege tijdgebrek niet in de uitzending te zien, maar verscheen in 1999 wel op het livealbum A Black & White Night Live.
The Everly Brothers waren begin 1958 in Chicago. Volgens groepslid Phil Everly vroegen de broers aan Orbison of hij een nummer hadden dat zij op konden nemen, waarop Orbison "Claudette" aan de twee gaf. Het duo nam het lied op 6 maart 1958 in de RCA Studio in Nashville met productie van Archie Bleyer. Een dag later publiceerde Orbison de compositie zelf, voordat die van de Everly Brothers op 29 april door Acuff Rose Music werd gepubliceerd.
"Claudette" werd in de versie van The Everly Brothers in april 1958 uitgebracht als de B-kant van de single "All I Have to Do Is Dream", dat in de Amerikaanse Billboard Hot 100 een nummer 1-hit werd. "Claudette" piekte zelf op de dertigste plaats in dezelfde hitlijst, terwijl de twee nummers in de Britse UK Singles Chart samen de nummer 1-positie bereikten. In Nederland bereikte de single de dertiende plaats in de hitlijst van het tijdschrift Muziek Parade, een voorloper van de Single Top 100. Orbison gebruikte de royalty's die hij voor de versie van The Everly Brothers kreeg om zichzelf uit zijn contract met Sun Records te kopen. Later tekende hij een contract met Wesley Rose, de manager van de broers, bij de platenmaatschappij Acuff-Rose Music; Rose werd tevens zijn manager.

## Hitnoteringen

### Muziek Parade
| Hitnotering: augustus 1958 | Hitnotering: augustus 1958 | Hitnotering: augustus 1958 |
| Maand                      | 1                          |                            |
| -------------------------- | -------------------------- | -------------------------- |
| Nummer                     | 13                         | uit                        |

### NPO Radio 2 Top 2000
| Nummer met noteringen in de NPO Radio 2 Top 2000 | '99  | '00  |
| ------------------------------------------------ | ---- | ---- |
| Claudette                                        | 1429 | 1367 |

1. ↑  Een vetgedrukt getal geeft de hoogste notering aan.
2. ↑  Deze tabel is bijgewerkt tot en met de laatste editie (2024).